# Konrad (imię)
Konrad – imię męskie pochodzenia germańskiego. Wywodzi się od staroniemieckiego słowa kuoni oznaczającego „odważny”, „śmiały”, „silny” oraz staroniemieckiego rath oznaczającego „radę”. Oznacza więc kogoś dającego dobre rady, dobrego doradcę. Imię rycerzy i książąt, przywędrowało do Polski w średniowieczu z Niemiec.
Konrad imieniny obchodzi: 14 lutego, 19 lutego, 19 kwietnia, 21 kwietnia, 1 czerwca, 1 sierpnia, 7 sierpnia, 4 października, 21 listopada, 26 listopada i 12 grudnia.

## W innych językach
- łacina – Conradus
- język angielski – Conrad
- język niemiecki – Konrad
- język hiszpański – Conrado
- język włoski – Corrado
- język niderlandzki – Koenraad, Koen

## Osoby noszące imię Konrad
- Święci i błogosławieni
  - św. Konrad z Konstancji
  - św. Konrad z Parzham
  - św. Konrad z Piacenzy
  - bł. Konrad z Offidy
  - bł. Konrad z Ascoli
- Inne osoby
  - Konrad (ok. 1204-1304), margrabia brandenburski
  - Konrad I mazowiecki
  - Konrad I
  - Konrad II
  - Konrad III
  - Konrad IV
  - Konrad V
  - Konrad VI
  - Konrad VII
  - Konrad VIII
  - Konrad IX
  - Konrad X
  - Konrad z Montferratu (1145-1192), król Jerozolimy
  - Konrad z Marburga (ok. 1180-1233), inkwizytor w Niemczech
  - Konrad Adenauer, kanclerz RFN
  - Konrad Bajan, polski ekonomista
  - Konrad Berkowicz (ur. 1984), informatyk, poseł
  - Konrad Bloch, amerykański biochemik
  - Konrad Ciesiołkiewicz, rzecznik rządu Kazimierza Marcinkiewicza
  - Konrad Czerniak, polski pływak
  - Konrad Czerwony (zm. 955), król Lotaryngii w latach 944–953
  - Konrad Feliga, polski judoka
  - Konrad Hejmo, polski duchowny katolicki, dominikanin
  - Konrad Imiela, polski aktor
  - Konrad Januszowic, syn Janusza I
  - Konrad von Jungingen, wielki mistrz zakonu krzyżackiego
  - Konrad Kędzierzawy (1191/1198–1213), książę śląski, syn Henryka I Brodatego
  - Konrad Kornatowski, Komendant Główny Policji
  - Konrad Krajewski, polski kardynał, od 2013 r. jałmużnik papieski
  - Konrad Kwiecień, polski łucznik
  - Konrad Lorenz, austriacki zoolog i ornitolog
  - Konrad Piasecki, polski dziennikarz
  - Konrad Salicki (1074–1101), król Niemiec 1087–1098, koregent z ojcem Henrykiem IV
  - Konrad Swinarski, polski reżyser
  - Konrad Szymański, polski prawnik, publicysta i polityk, europoseł PiS
  - Konrad Wallenrod, wielki mistrz krzyżacki
  - Konrad Wasielewski, polski wioślarz, mistrz olimpijski
  - Konrad Wielki (?–1157), margrabia Miśni 1123–1156
  - Konrad III Zöllner von Rotenstein
  - Konrad Zuse, niemiecki inżynier
  - Konradyn (Konrad V Młody), książę Szwabii
  - Conrad Ahlers, dziennikarz i polityk niemiecki
  - Corrado Bafile, włoski kardynał